# Żyraków
Żyraków – wieś w Polsce położona w województwie podkarpackim, w powiecie dębickim, w gminie Żyraków. 
Miejscowość jest siedzibą gminy Żyraków oraz rzymskokatolickiej parafii Trójcy Przenajświętszej należącej do dekanatu Dębica Wschód.
| SIMC    | Nazwa              | Rodzaj    |
| ------- | ------------------ | --------- |
| 0839961 | Kolonia Żyrakowska | część wsi |
| 0996198 | Podedwór           | część wsi |

## Historia
W latach 1975–1998 miejscowość administracyjnie należała do województwa tarnowskiego.
Żyraków, to stara, zamożna wieś. Leży wzdłuż drogi Straszęcin – Przecław. Zajmuje powierzchnię 658 ha, w 2011 liczyła 1566 mieszkańców.
Pozostałością po szlacheckich rodach jest stojący do dziś pałacyk, okolony przez mały podworski park. Przez wiele lat mieścił się w nim Urząd Gminy, obecnie z pomieszczeń dworku korzysta świetlica profilaktyczna, LKS Żyraków oraz Koło ZBoWiD-u.
W Żyrakowie znajduje się poczta oraz remiza strażacka. Tu znalazły również swoje miejsce najważniejsze instytucje: Urząd Gminy, Bank Spółdzielczy, Komisariat Policji, Niepubliczny Zakład Opieki Zdrowotnej, Publiczny Zakład Opieki Zdrowotnej prowadzony przez gminę oraz Zespół Szkół Publicznych.
Integralne części Żyrakowa noszą nazwy Kolonia Żyrakowska i Podedwór.
W 1962 we wsi urodził się Kazimierz Moskal – polski polityk, nauczyciel i samorządowiec, poseł na Sejm V, VI, VII, VIII i IX kadencji.

## Zabytki
Według rejestru zabytków NID na listę zabytków wpisany jest zespół dworski, poł. XIX, 1920, nr rej.:A-87 z 7.06.2004: dwór i park.

## Sport
W miejscowości działa klub piłki nożnej, LKS Żyraków, występujący w A klasie, grupa Dębica II.